# Monandroptera
Monandroptera is een geslacht van Phasmatodea uit de familie Phasmatidae. De wetenschappelijke naam van dit geslacht is voor het eerst geldig gepubliceerd in 1838 door Serville.

## Soorten
Het geslacht Monandroptera is monotypisch en omvat slechts de volgende soort:
- Monandroptera acanthomera (Burmeister, 1838)